# Пятницкая церковь (Домница)
Пятницкая церковь, Трапезная церковь Параскевы Пятницы — православный храм и памятник архитектуры местного значения в Домнице.

## История
Решением исполкома Черниговского областного совета народных депутатов от 26.06.1989 № 130 присвоен статус памятник архитектуры местного значения с охранным № 63-Чг/2 под названием Трапезная церковь Параскевы Пятницы. Установлена информационная доска.

## Описание
Входит в комплекс сооружений Домницкого монастыря. Пятницкая церковь была построена в 1714 году на средства Иосифа Сычевского.
Каменная, прямоугольная в плане церковь, удлинённая по оси запад-восток. С востока примыкает полукруглая апсида. Храм венчает купол с глухим фонариком (без главки) на восьмигранном (восьмерик) световом барабане. С запада примыкает двухъярусная колокольня — четверик на четверике, увенчанный шатром. Вход, ориентированный на юг, со стороны колокольни, украшенный колонным портиком с треугольным фронтоном, в тимпане фронтона — роспись.
После закрытия монастыря храм ещё действовал в период 1932—1936 гг. В период 1941—1952 гг. при Пятницком храме действовал Свято-Параскевский женский монастырь. В 1992 году храм был передан религиозной общине Домницкого монастыря.